# Aconitum rilongense
Aconitum rilongense är en ranunkelväxtart som beskrevs av Y. Kadota. Aconitum rilongense ingår i släktet stormhattar, och familjen ranunkelväxter. Inga underarter finns listade i Catalogue of Life.